# Olivia Star
Das Olivia Star in Danzig ist ein Hochhaus in Polen. Es wurde in den Jahren von 2015 bis 2018 erbaut. Die Dachhöhe beträgt 156 m und die Gesamthöhe 180 m. Seit 2018 ist es das höchste Hochhaus in Danzig und in der Dreistadt Danzig-Gdynia-Sopot.